# أندرياس رينكه
أندرياس رينكه (بالألمانية: Andreas Reinke)‏ (10 يناير 1969 بكراكو آم زيه في ألمانيا - ) هو لاعب كرة قدم ألماني (وحمل سابقاً جنسية ألمانيا الشرقية) في مركز حراسة المرمى. لعب مع ريال مورسيا وفيردر بريمن ونادي سانت باولي ونادي كايزرسلاوترن ونادي هامبورغ وG.S. Iraklis Thessaloniki ‏ ونادي هامبورغ 2 ‏ ونادي إيراكليس وFC Mecklenburg Schwerin ‏.

## وصلات خارجية
- أندرياس رينكه على موقع قاعدة بيانات كرة القدم.إي يو (الإنجليزية)
- أندرياس رينكه على موقع بيانات كرة القدم. دي إي (الألمانية)
- أندرياس رينكه على موقع عالم كرة القدم.نت (الإنجليزية)